# 筒距兰属
筒距兰属（学名：Tipularia）是兰科下的一个属，为陆生兰。该属共有5种，间断分布于锡金、中国西部、台湾、日本以及北美洲。

## 物种
本属包括以下物种：
- 软叶筒距兰 Tipularia cunninghamii
- 台湾筒距兰 Tipularia odorata
- 短柄筒距兰 Tipularia josephii
- 筒距兰 Tipularia szechuanica